# Luis Vigil García
Luis Vigil García   (Barcelona, 20 de maig de 1940 - 16 de desembre de 2019) va ser un crític, escriptor, traductor i director editorial català.

## Biografia
A la dècada del 1960 va impulsar les revistes de ciència-ficció Anticipación (1966) i Nueva Dimensión (1968) i va col·laborar a Bang!.
A la dècada següent, va continuar escrivint articles sobre cinema i cultura underground per a revistes com Dossier Negro, Mata Ratos o Star, a més de publicar llibres teòrics tan diferents com La leyenda de Bruce Lee (1974) o Historia del sadomasoquismo (1978). Va escriure també guions de còmic per a la revista Drácula. Amb Domingo Santos, va escriure la saga de novel·les de fantasia heroica Nomanor.
També va dirigir l'edició espanyola de Playboy i va ser contractat després per Ediciones Zinco per a coordinar les seves revistes, essent l'eròtica Tacones Altos la més duradora de totes.